# Vũ Hà (ca sĩ)
Vũ Hà (sinh ngày 21 tháng 2 năm 1971 tại Sài Gòn) là một nam ca sĩ người Việt Nam.

## Tiểu sử
Vũ Hà sinh ngày 21 tháng 2 năm 1969 tại Sài Gòn, trong một gia đình gốc Cẩm Giàng, Hải Dương di cư năm 1954. Gia đình anh gồm một chị gái và bốn em trai; Vũ Hà là em út.
Năm 1971, bố Vũ Hà mất, một mình mẹ anh ấy phải gồng gánh nuôi cả gia đình bằng nghề dệt chiếu và bỏ mối chợ Bến Thành, chợ Bình Tây.
Thuở nhỏ, Vũ Hà học trường dòng, mãi đến cấp 2 mới theo trường công lập. Thập niên 1980, khi đang học dở lớp 12, Vũ Hà cùng cô bạn cùng lớp với Thủy Tiên gia nhập nhóm Sóc Nâu chuyên biểu diễn trong Phong trào Ca khúc Chính trị. Tốt nghiệp, anh mở tiệm hớt tóc và duy trì việc biểu diễn hằng đêm tại các tụ điểm ca nhạc hoặc lô tô.
Từ thập niên 1990, Vũ Hà đã nổi danh trong giới ca nhạc hội chợ, nhưng báo giới và các phương tiện truyền thông ít khi nhắc đến tên anh, một phần vì ngoại hình và phần khác vì giọng ca không chen nổi vào hàng Bảo Yến, Nhã Phương, Thái Châu bấy giờ.
Sau khi dòng nhạc Mưa bụi lâm tình trạng ế khách, Vũ Hà bỏ nghề ca sĩ để chuyên tâm việc hớt tóc. Nhưng khi xuất hiện chương trình Làn Sóng Xanh, anh lại nhen nhóm cơ hội quay lại đường cũ. Thời điểm này, cái tên Vũ Hà luôn được sánh cùng Vũ Hưng trên truyền thông và báo mạng.
Khoảng những năm 2003-2006, trên Internet xuất hiện làn sóng kì thị cái tên Vũ Hà với phong cách biểu diễn kì quái, gây thu hút về mặt thị giác. Một số cá nhân còn lập các hội facebook đả giễu anh và đặt kèm biệt danh thým Hà.
Thập niên 2010, khi truyền hình thực tế lên ngôi, Vũ Hà tham gia nhiều chương trình và bắt đầu làm dịu dư luận phản đối bằng lối biểu diễn dí dỏm đặc thù. Cho tới cuối thời kì này, tên tuổi anh gắn liền với mảng hài hước biến tấu hơn là ca nhạc.

## Đời tư
Vũ Hà kết hôn với một nữ ca sĩ từng nổi tiếng trước anh trong thời kì Ca khúc Chính trị Huyền Vân, hơn anh 8 tuổi. Cả hai không có con và nhận một người cháu vợ làm con nuôi. Hiện tại, chị đóng vai trò quản lý kiêm thiết kế trang phục cho anh.

## Album đã phát hành
- 2001: Con tim thổn thức (Vol 1)| “               | Trong danh sách người ơn của Đàm Vĩnh Hưng không thể thiếu hai chữ 'Vũ Hà'. | ” |
| — Đàm Vĩnh Hưng |                                                                             |   |
- 2001: Sóng xô tình vỡ (Vol 2)
- 2002: Người về từ giấc chiêm bao (Vol 3)
- 2003: Tình là thế - Đừng trách người ơi (Vol 4)
- 2006: Hạnh phúc trên niềm đau (Vol 5)
- 2006: Giọt nước mắt đàn ông - Tình đẹp khi tình xa (Vol 6)
- 2012: Đừng chạm vào tôi (Vol 7)

## Sản phẩm khác

### Phim
- 1992: phim điện ảnh Chuyện tình trong ngõ hẹp - vai Cường - đạo diễn Nguyễn Thanh Vân
- 2023: phim truyền hình Lụa - vai Nhi Dẹo - đạo diễn Trần Đức Long

### MV (video ca nhạc)
- Ai đưa em về
- Anh chàng nhà quê
- Anh đã biết yêu
- Búp bê Chao Mi Ao
- Con tim thổn thức
- Cung đàn tình vấn vương
- Duyệt
- Điều con muốn nói
- Đừng trách người ơi
- Em ơi ở lại
- Ghen
- Hồi tưởng một bóng hình
- Khát khao yêu đêm ngày
- Búp bê Chao Mi Ao
- Mambo nồng say
- Mambo yêu thương
- Mắt Nai Cha Cha Cha
- Mơ có em về
- Người tình Mai Ya Hee
- Người tình trăm năm
- Người về từ giấc chiêm bao
- Nhìn thời gian trôi
- Sóng xô tình vỡ
- Tôi đang yêu
- Trái tim băng giá
- Tiểu thơ kiêu kỳ
- Tiểu thư con nhà ai
- Tình giữa đôi bờ
- Tình là thế
- Tình và tiền
- Trái tim băng giá
- Yêu mãi ngàn năm